# إيلينا إنجل
إيلينا إف إنجل منتجة ومديرة أفلام وفيديو وراديو وصوت لشركة والت ديزني، أفلام أمبلين إنترتينمنت، سايمون وشوستر، يونيسف (التابعة للأمم المتحدة)، شركة ويسترن للنشر، راديو الإذاعة الوطنية العامة ووارنر برذرز. و شارع السمسم وقناة ديزني.

## النشأة والتعليم
ولدت إلينا إنجل في نيويورك للممثلة ليليان إنجل والمخرج المسرحي سانفورد إنجل. التحقت بالمدرسة الثانوية في بوينت لوما في سان دييغو ، كاليفورنيا وذهبت للحصول على درجة البكالوريوس في علم النفس من كلية ايفرجرين ستيت . تابعت إيلينا عمل الخريجين في جامعة واشنطن في الأعمال الدرامية الإبداعية حيث كانت عضوًا في فرقة مسرح الأطفال في بونشو. ثم واصلت دراستها في أكتورز أستوديوز مع لي ستراسبرغ في هوليوود ، كاليفورنيا.

## حياة مهنية
تمتد مسيرة إنجل المهنية لأكثر من 20 عامًا في صناعة الترفيه ، وهو كاتب ومنتج ومخرج حائز على جوائز في تسجيلات الأفلام والفيديو والراديو والتسجيلات الصوتية. خلال هذا الوقت عملت كمورد إبداعي لشركة والت ديزني ،  شركة وارنر براذرز ، وستيفن سبيلبرغ ، أمبلين إنترتينمنت ، وسيمون آند شوستر ، وشركة ويسترن للنشر ، والإذاعة العامة الوطنية ، والأمم المتحدة .

### راديو عام
بصفتها مديرة برمجة الأطفال في محطة كواكس الأعضاء ، حظي برنامجها الأسبوعي "كيدواكس" بأعلى درجات التكريم الإبداعي من مؤسسة البث العام لمدة ثلاث سنوات متتالية. بصفتها متلقية لمنحة منتج برنامج (سي بي أيه) مع (دبليو جي بي إتش) ومنحة (سي بي أيه) للهندسة الفنية ، واصلت إيلينا إنتاج سلسلة إذاعية تضم رواة القصص التقليديين في الشمال الغربي وبتمويل من
الصندوق الوطني للفنون. كانت أيضًا مساهمًا منتظمًا في برنامج "كل الأشياء التي تم اعتبارها" على الإذاعة الوطنية العامة.

## الإحسان
تضمنت مشاريع إيلينا الإنسانية وغير الهادفة للربح السفر حول العالم نيابة عن اليونيسف  لإنتاج برامج متلفزة في أكثر من خمسة وأربعين دولة من أجل حملتها الدولية لبقاء الطفل. أكملت إلينا أيضًا الاستشارات ومشاريع الفيديو لدعم ميرسي كورب انترناشيونال ، وهي منظمة غير حكومية تقدم المساعدة الإنسانية والمساعدة الإنمائية للمجتمعات في جميع أنحاء العالم. عملت في مجلسها التنفيذي الأوروبي أثناء إقامتها في المملكة المتحدة على مدى السنوات الست الماضية.

## الاعتمادات المهنية
- شركة والت ديزني - منتج تنفيذي أفلام / فيديو غير مسرحي (خمس جوائز سينمائية ذهبية ، الحائزة على جائزة ليليان غيش للسيدات في مهرجان السينما ، مهرجان برمنغهام الدولي وغيرها.
- منتج الصوت- (ترشيح جرامي ، أربعة ذهبيات ، ألبومان بلاتينيوم) مسؤول اتصال لتطوير الشركة مع إبيكوت عالم ديزني ، أورلاندو فل. تطوير قناة ديزني
- السمت للإنتاج - رئيس / مالك ، إنتاج فيديو / فيلم - تمبست بليدسو، جيوفاني ريبيسي ، ألي شيدي ، لوريتا سويت ، جو سبانو ، مايكل تاكر. التسجيلات الصوتية- تايني تون و

لوني تيونز وسوبر ماريو برذرز و دنيس الخطر و باتمان .
- الإذاعة الوطنية العامة - مدير برمجة الأطفال. أعلى مرتبة الشرف (سي بي بي كريتيف) لمدة ثلاث سنوات. حاصل على منحة منتج سي بي بي في دبليو جي بي إتش ، ومنحة سي بي بي للتدريب الفني ومنحة سلسلة إذاعية من الصندوق الوطني للفنون .
- الأمم المتحدة - منتج / مدير برامج تلفزيونية تعليمية توزع في جميع أنحاء العالم لحملة بقاء الطفل لليونيسف. الاختيار الرسمي - مهرجان أنسي الدولي للرسوم المتحركة ، سويسرا
- ميرسي كورب انترناشيونال - سفيرة العالم ، وعضو مجلس الإدارة التنفيذي ، ومنتج مقاطع الفيديو الداعمة ومدير تطوير الشركات في مدينة نيويورك. مستشار لشراكة فيديو شارع السمسم للإنتاج / ميرسي كورب لضحايا زلزال هايتي.